# Plesiocolochirus
Plesiocolochirus is een geslacht van zeekomkommers uit de familie Cucumariidae.

## Soorten
- Plesiocolochirus armatus (Marenzeller von, 1881)
- Plesiocolochirus australis (Ludwig, 1875)
- Plesiocolochirus challengeri (Théel, 1886)
- Plesiocolochirus dispar (Lampert, 1889)
- Plesiocolochirus ignavus (Ludwig, 1875)
- Plesiocolochirus inornatus (Marenzeller von, 1881)
- Plesiocolochirus spinosus (Quoy & Gaimard, 1834)
- Plesiocolochirus tessellarus (Cherbonnier, 1970)